# Johan Gustaf Renat
Johan Gustaf Renat (1682 – 1744) è stato un cartografo e militare svedese.
Johan Gustaf Renat è noto principalmente per aver realizzato mappe dettagliate dell'Asia centrale portate in Europa dopo quasi due decenni di prigionia.

## Biografia

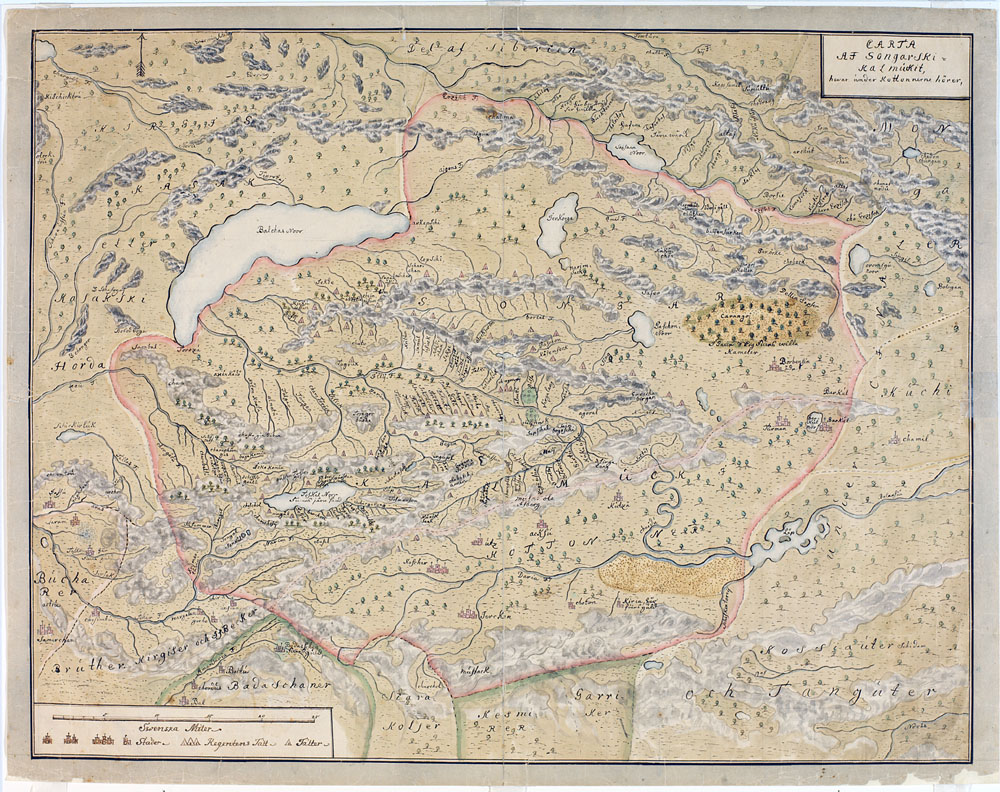
Mappa della Zungaria di Johan Gustav Renat

Ufficiale dell'esercito svedese fu fatto prigioniero dopo la battaglia di Poltava nel 1709. Renat realizzo mappe della Siberia per il governo russo.
Nel 1716 Renat insieme ad altri prigionieri di guerra svedesi presero parte alla spedizione di Ivan Dmitrievič Buholz per esplorare i giacimenti d'oro intorno al lago Yamysh. La spedizione fu vittima di un'imboscata e Renat trascorse i successivi diciassette anni prigioniero in Zungaria.
Nel 1733 fu autorizzato a partire e poté far ritorno a Stoccolma, Renat portò in Svezia due mappe dettagliate dell'Asia centrale.
Per molti anni non si conosceva l'esistenza di queste mappe solo nel 1878, alcune copie furono scoperte dallo scrittore August Strindberg, allora assistente bibliotecario presso la Biblioteca reale svedese. Le mappe originali furono successivamente ritrovate nella biblioteca dell'Università di Uppsala, dove sono attualmente conservate.